# Distrikt Baalbek
Der Distrikt Baalbek (arabisch قضاء بعلبك, DMG Qaḍāʾ Baʿlabakk) ist ein Verwaltungsbezirk im Gouvernement Gouvernement Baalbek-Hermel der Republik Libanon, mit der Stadt Baalbek als Hauptstadt. Er ist mit einer Fläche von insgesamt 2319 km² der größte Bezirk des Landes.
Die wichtigsten Städte des Bezirks sind Hallanieh, Temnin el Fawka, Schmistar, Duris, Jdeide, Kasarnaba und Bodai.

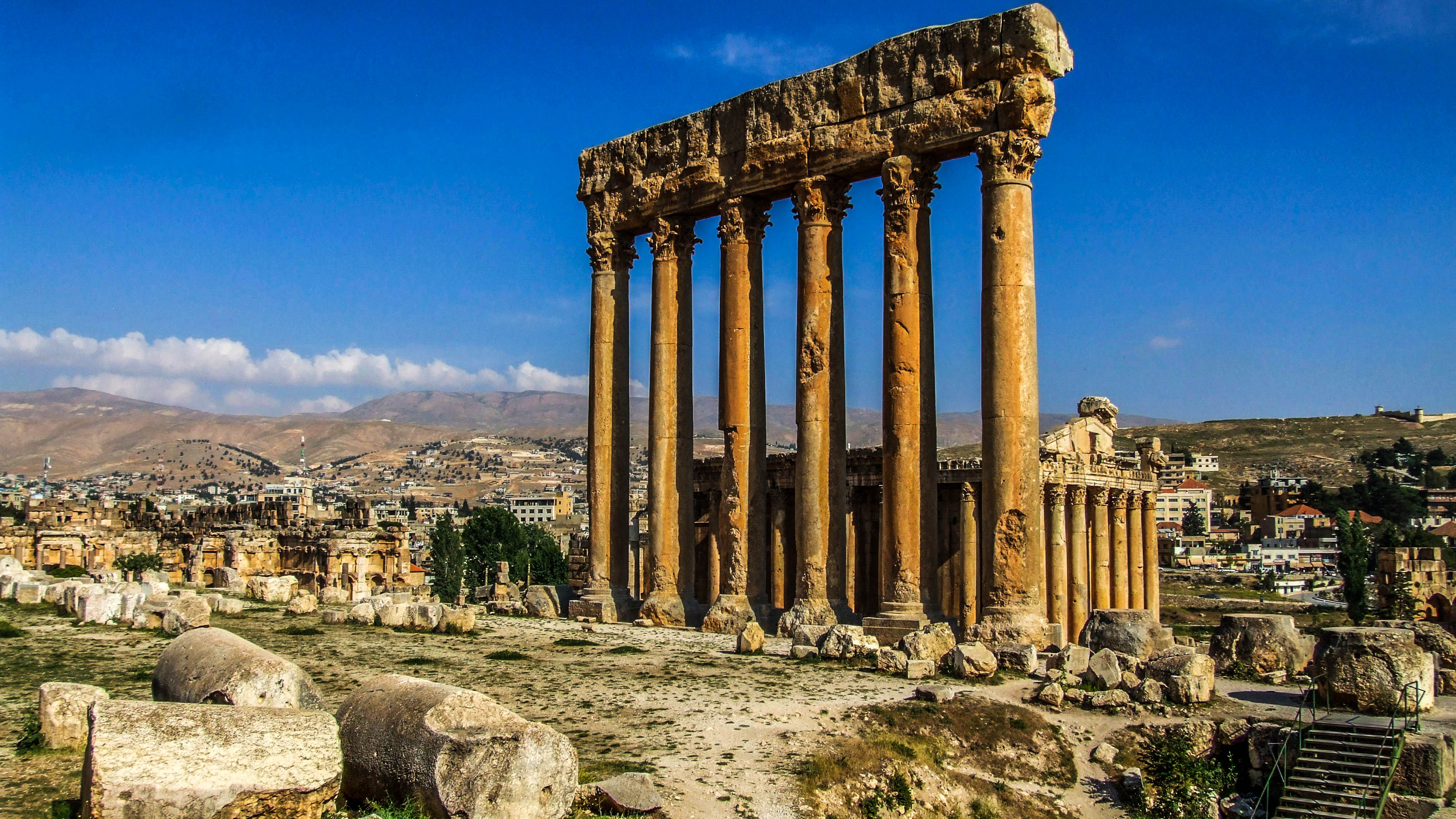
Baalbek-Tempel